# Distrito do Vale do Mulde
O Distrito do Vale do Mulde (em alemão:  Muldentalkreis) foi, até 2008, um distrito (kreis ou landkreis) da Alemanha localizado na região de Leipzig, no estado da Saxônia.